# Бранислава Анђелковић
Др Бранислава Анђелковић Димитријевић (Београд, 1966) бивша је директорка Музеја савремене уметности у Београду (МСУБ). Дипломирала је историју уметности на Универзитету у Београду. Постдипломске студије историје уметности и дизајна завршила је на Универзитету у Саутхемптону, у Великој Британији (1994 — 1996). Једна је од оснивачица Школе за историју и теорију слика у Београду (1999—2002). Чланица је Међународне асоцијације критичара уметности (AICA-Association Internationale des Critiques d’Art).
Бранислава Анђелковић је историчарка и писац, а од 2001. до 2013. године налазила се на функцији директорке Музеја савремене уметности у Београду. Од 1999. до 2001. била је директорка Центра за савремену уметност у Београду, где је радила као координаторка програма. Заједно са Браниславом Димитријевићем старала се над бројним изложбама.
Један од њених значајних пројеката је „Увод у феминистичке теорије слике“ (2002) за шта је добила награду Лазар Трифуновић.